# Hagen (mitologia)
Hagen di Tronje (Högni nei testi norreni) è un personaggio della mitologia nordica legato al ciclo dei Nibelunghi, conosciuto soprattutto per aver preso parte, in maniera più o meno diretta a seconda delle tradizioni, al tradimento che costò la vita a Sigfrido/Sigurðr.

## Nella tradizione Norrena

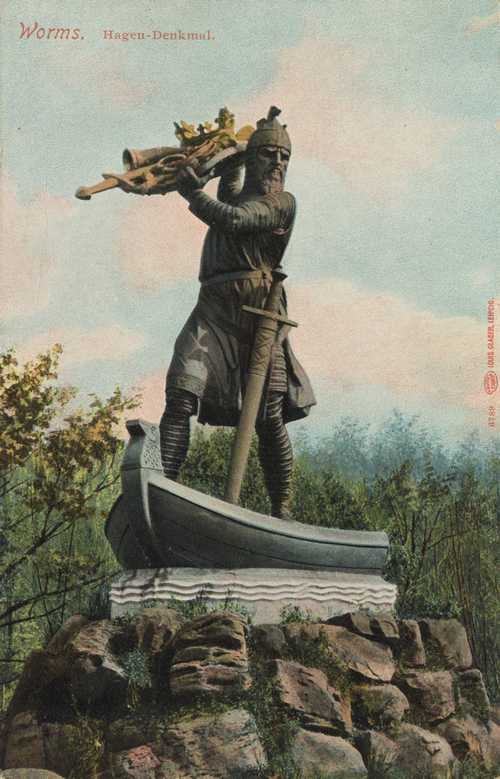
Cartolina del 1905 circa, raffigurante la statua di Hagen a Worms

Högni, in accordo con la tradizione norrena trasmessaci dall'Edda poetica e dalla Völsungasaga, è uno dei principi Niflúngar, figlio di Gjúki e Grimhildr e fratello di Gunnarr (Gunther) e Guðrún (Crimilde).
Quando Sigurðr (Sigfrido) giunge alla corte dei Niflungar (altro nome usata per indicare la stirpe dei figli di Gjúki, i Gjukungar), Högni e Gunnarr stringono con l'eroe un patto di fratellanza; questo li porta, tempo dopo, a rifiutarsi di uccidere Sigurðr, allorquando la regina Brynhildr (Brunilde) chiede loro di compiere l'azione come riscatto per il proprio onore. I due principi incaricano quindi del compito Guthormr, loro fratello (fratellastro secondo l'Edda di Snorri), che ferisce a morte Sigurðr, rimanendo a propria volta ucciso dall'eroe. Brynhildr in seguito si suicida per il dolore della perdita dell'eroe che lei stessa aveva condannato a morte.
Guðrún, moglie di Sigurðr, si riappacifica dopo diversi anni coi fratelli e viene data in sposa al re degli Unni Atli (Attila). Atli, udendo narrare del tesoro dei Niflungar e volendo vendicare la morte di Brynhildr, sua sorella, decide di invitare Gunnarr e Högni ad un banchetto per tendere loro un agguato e chiedere come riscatto l'oro.
Gudrun, intesi gli intenti del marito, incide su un anello rune per avvertire i fratelli del pericolo e, avvoltolo in peli di lupo, lo invia loro. Nonostante Kostbera e Glaumvor, mogli rispettivamente di Högni e Gunnarr, abbiano sogni di cattivo auspicio e mettano al corrente i principi dell'avvenimento recato dell'anello (l'interpretazione delle rune è prerogativa femminile), Gunnarr e Högni scelgono di partire ugualmente. Li accompagnano, tra gli altri, Solarr e Snaevarr, figli di Högni, e Orkningr, suo cognato.
Arrivati al palazzo di Atli, i Niflúngar cadono nell'imboscata e, nonostante l'eroica resistenza entrambi i figli di Gjúki vengono imprigionati. Quando Atli chiede a Gunnarr dove è nascosto il tesoro, egli si dice disposto a rispondere in cambio della morte di Högni, l'unico oltre a lui a conoscere il segreto. Atli fa uccidere uno schiavo e ne porta il cuore a Gunnarr: questi vedendolo dice che esso non può essere il cuore di Högni, infatti trema nel piatto su cui è posto come ancor più tremava nel petto da cui venne estratto. Viene strappato quindi il cuore a Högni, che ride e non trema nel sopportare il dolore: Gunnarr riconosce il cuore del fratello e si rifiuta di rivelare il nascondiglio del tesoro, essendo ora l'unico detentore del segreto.
Atli getta quindi Gunnarr nella fossa dei serpenti, dove il re muore per il veleno di una vipera.
In seguito Guðrún si farà aiutare da Niflúngr, figlio postumo di Högni, a vendicare i Niflúngar: ella ucciderà Atli, i figli avuti da lui e darà alle fiamme il palazzo del re degli Unni.

## Nel Nibelungenlied
D'accordo con la Canzone dei Nibelunghi Hagen è il più fidato vassallo di Gunther, re dei Burgundi, nonché suo parente. Egli è figlio di Aldarian e fratello di Dankwart, il marescalco.
Nonostante non venga narrato diffusamente del passato di Hagen, emerge più volte nel poema l'idea che nella prima giovinezza l'eroe abbia viaggiato a lungo (quando degli stranieri si presentano alla corte di Gunther, il re chiede sempre a Hagen di spiarli per comprendere da dove vengono). Si accenna anche al fatto che da bambino abbia vissuto come ostaggio alla corte del re degli Unni.
Hagen è un eroe astuto e valoroso, con un grande senso dell'onore. Quando Brunilde, moglie di Gunther e regina di Islanda, viene pubblicamente umiliata da Crimilde, sorella del re e sposa di Sigfrido, Hagen prende senza esitare la decisione di uccidere Sigfrido per riscattare l'onore della regina. Egli col pretesto di proteggere l'eroe, riesce a farsi rivelare da Crimilde l'unico punto debole del marito, il cui corpo era divenuto invulnerabile grazie al sangue di un drago, fatta eccezione che per una zona tra le spalle. In seguito lo colpisce a tradimento durante una battuta di caccia.
Anni dopo, Attila, re degli Unni, chiede in sposa Crimilde; la donna, dopo qualche esitazione, acconsente, premeditando la vendetta contro Hagen e suo fratello, colpevoli di aver ucciso il suo amato sposo.
Ella chiede anche che le venga reso il tesoro dei Nibelunghi, appartenuto a Sigfrido: questo porta ad una disputa con i Burgundi.
Crimilde, diversi anni dopo, invita i fratelli e la loro corte ad una festa nella reggia di Attila, con l'intento di vendicare il marito e riavere il tesoro a lui appartenuto. Hagen, sospettando l'inganno, cerca invano di dissuadere Gunther dal partire. Tuttavia accetta di seguire il re, fosse anche in una trappola. Durante il viaggio Hagen interroga le Ondine di un fiume riguardo l'esito del viaggio: esse gli predicono che sarebbero morti tutti, fatta eccezione per il cappellano di corte. Hagen cerca di sovvertire la predizione gettando il sacerdote nella corrente del fiume, ma questi riesce a salvarsi. Allora comprende l'ineluttabilità della loro fine.
Giunti alla corte di Attila, mentre i più nobili sono a banchetto con il re, la regina Crimilde ordina la strage dei restanti Burgundi: di tutti si salva il solo Dwankart, che corre a palazzo per chiedere l'aiuto del fratello. Hagen allora fa tutto il possibile per anticipare l'inevitabile scontro, uccidendo sotto gli occhi dei genitori il figlio del re degli Unni.
Trovandosi assediati nella sala del banchetto, i Burgundi resistono strenuamente. Hagen si batte valorosamente al fianco del compagno d'armi Volker il suonatore, finché sopravvivono soltanto lui e Gunther. Interviene allora Teodorico di Verona, anch'egli ospite di Attila, e prende prigionieri i due eroi.
Portato innanzi alla regina Crimilde, Hagen chiede come prezzo per rivelare il nascondiglio del tesoro la testa di Gunther. Quando la regina gliela porta, ridendo afferma di essere ormai l'unico custode del segreto e di non essere disposto a rivelarlo.
La regina furibonda lo uccide. Hagen sarà però vendicato da Ildebrando, maestro d'armi di Teodorico, il quale uccide a sua volta Crimilde perché inorridito dalla morte indecorosa del nobile burgundo.

## Nel Waltharius e nella Þiðrekssaga
La figura di Hagen svolge un ruolo fondamentale anche in un poemetto latino, il Waltharius, in cui si narrano le vicende dell'omonimo eroe (conosciuto anche come Gualtiero di Aquitania). Per scongiurare lo scontro con il potente sovrano degli Unni Attila, Ghibicone, re dei Franchi, consegna Hagano (Hagen), giovane di nobili natali, come ostaggio al re invasore; la stessa sorte tocca a Waltharius, figlio del re d'Aquitania, e a Hiltgund, fidanzata di Waltharius e figlia del re di Borgogna. I tre giovani crescono insieme alla corte del grande sovrano orientale nelle grazie del re e della regina, diventando pressoché indispensabili per la sicurezza del regno: Hagano e Waltharius si distinguono per il loro valore e vengono eletti capi dell'esercito degli Unni. Quando Guntharius (Gunther), succeduto al padre Ghibicone sul trono di Worms, si rifiuta di pagare il tributo ad Attila, Hagano fugge dalla Pannonia e ritorna in patria. Dopo non molto tempo anche Waltharius e Hiltgund lasciano di nascosto la corte unna, portando parte del tesoro di Attila. Allorquando Guntharius viene informato del fatto che Waltharius sta attraversando il suo regno con un ricco tesoro, decide di organizzare una spedizione per prenderglielo. Hagano, che pure accompagna il suo re, si rifiuta di combattere contro Waltharius, amico d'infanzia e compagno d'armi. Waltharius sconfigge ed uccide tutti i cavalieri burgundi al seguito di Guntharius, compreso Patavridus, nipote di Hagano. Pregato da Guntharius, Hagano decide infine di vendicare il parente e, insieme al re, sfida il cavaliere fuggiasco; al termine di un terribile scontro ognuno dei tre eroi si trova mutilato: Waltharius recide una gamba a Guntharius, ma perde a sua volta la mano destra per opera di Hagano e si vendica colpendo il volto di quest'ultimo e cavandogli un occhio e sei denti. Hagano e Waltharius, allo strenuo delle forze, decidono di riappacificarsi e stringono nuovamente un patto di fratellanza. Quindi si separano in amicizia, dopo aver riportato a Worms Guntharius, gravemente ferito.
Le vicende mitiche di Teodorico da Verona (Diedrich von Bern in tedesco, Þiðrekr af Bern in norreno) narrate nella Þiðrekssaga sono strettamente legate al ciclo nibelungico: anche qui Hagen/Högni svolge un ruolo significativo. Il racconto segue in linea di massima la tradizione germanica del Nibelungenlied, anche se non mancano alcune differenza significative. Anzitutto Högni è presentato come fratellastro di Gunnarr, cioè come figlio della regina Oda e di un elfo, che la aveva sedotta e violentata in seguito ad un incontro in un giardino. Högni, in accordo con il Waltharius, è descritto come guercio, essendo stato privato di un occhio da Valtari (Waltharius). In seguito all'ardua resistenza dei Burgundi, presi in trappola nel palazzo di Attila, narrata in maniera più o meno conforme alle vicende del Nibelungenlied, Högni affronta l'eroe Þiðrekr (Teodorico) in un duello che si protrae per moltissimo tempo: Þiðrekr, figlio di un demone, si adira a tal punto per non riuscire a sopraffare il figlio di un elfo da rigurgitare dalla bocca una vampata di fuoco che ustiona gravemente l'avversario. In seguito Þiðrekr, orripilato dalla crudeltà di Grimhildr (Crimilde) che uccide a sangue freddo i fratelli Gernoz (Gernot) e Gislher (Giselher), porta Högni nella propria dimora a Susa. Qui l'eroe, ormai ferito a morte, giace con una dama e le consegna le chiavi per il tesoro dei Nibelunghi: sarà Aldrian, il figlio nato da questa unione, a vendicare il padre rinchiudendo Attila nel nascondiglio del tesoro e lasciandolo lì a morire di stenti.

## Nella cultura di massa

### Anime e Manga
Nel doppiaggio originale dell'anime I cavalieri dello zodiaco il vero nome del Cavaliere di Asgard Artax è Hagen di Merak.

### Televisione
Nel film TV La saga dei Nibelunghi il personaggio è interpretato da Julian Sands e segue le vicende della storia così come viene proposta nella sua variante germanica, dunque è presentato come figlio del nano Alberich e come lo scaltro e manipolatore consigliere di re Gunther. Sarà lui a dare a Crimilde il filtro d'amore preparato dal padre che farà sì che Sigfrido cada folle d'amore ai suoi piedi, ed ucciderà Alberich, Sigfrido e Gunther, per poi essere ucciso a sua volta da Brunilde.